# Udea suralis
Udea suralis is een vlinder uit de familie van de grasmotten (Crambidae), uit de onderfamilie van de Spilomelinae. De wetenschappelijke naam van deze soort is voor het eerst voorgesteld als Hapalia suralis door William Schaus in een publicatie uit 1933.
De soort komt voor in Brazilië (São Paulo).